# A Escolinha do Golias
A Escolinha do Golias (La Escuelita de Golias) fue un programa de televisión brasileño presentado y producido por lo SBT entre 1990 y 1997. Volvió a ser exhibido por lo SBT en lo inicio de 2007, en el horario de El Chavo.

## Sinopsis
Maestro Caliostro (Carlos Alberto de Nobrega) asume el difícil papel de un profesor que intenta poner orden en clase. Estudiante del Pacífico es "lindo", siempre jugando en la clase y dejar al profesor loco. Otros personajes fueron  Alemanha (Patrícia Opik), la "quirida" de la maestra, la "estudiante muda", y tres más: Pazza (Nair Belo), paçoca (Persona Marta) y Severina (Consuelo Leandro). Pacífico se sentó detrás de Joaquim, alias Peroba/Mangaba, una causa enano por estudiante burla es desordenado.

## Elenco de la primera temporada
- Ronald Golias .... Pacífico
- Carlos Alberto de Nóbrega ... Professor Caliostro
- Nair Bello .... Pazza
- Patrícia Opik ... Alemanha
- Henrique de Moraes ... Mangaba

## Elenco de la secunda temporada
- Ronald Golias .... Pacífico
- Carlos Alberto de Nóbrega ... Professor Caliostro
- Consuelo Leandro ... Severina
- Patrícia Opik ... Alemanha
- Marta Pessoa ... Paçoca
- Henrique de Moraes ... Mangaba

## Elenco de la tercera temporada
- Ronald Golias .... Professor Bartolomeu Guimarães
- Otaviano Costa .... Aguinalberto Boa Pinta
- João Paulo Silvino
- Paulo Silvino
- Norton Nascimento